# هایانی (ناحیه ستراکونیتسه)
هایانی (به چکی: Hajany) یک منطقهٔ مسکونی در جمهوری چک است که در ناحیه ستراکونیتسه واقع شده‌است. هایانی ۳٫۸۱ کیلومتر مربع مساحت و ۱۰۰ نفر جمعیت دارد و ۴۵۵ متر بالاتر از سطح دریا واقع شده‌است.